# Lubuska Wyższa Szkoła Zdrowia Publicznego w Zielonej Górze
Lubuska Wyższa Szkoła Zdrowia Publicznego w Zielonej Górze – uczelnia niepubliczna z siedzibą w Zielonej Górze działająca w latach 2008–2023.

## Historia
Uczelnia powstała we wrześniu 2008 r. z inicjatywy Stowarzyszenia Społecznego Kreator, którego prezesem był wówczas poseł IV kadencji Sejmu – Alfred Owoc. W 2020 r. postawiona została w stan likwidacji i następnie w 2023 r. wykreślona została z rejestru. Uczelnia kształciła na trzech kierunkach.

## Kierunki i specjalności
1. Kosmetologia
  - kosmetologia stosowana
  - kosmetologia z relaksacją i bioodnową
  - wizaż ze stylizacją
2. Zdrowie publiczne
  - zarządzanie w ochronie zdrowia i funduszami europejskimi
  - promocja zdrowia i elektroradiologia
  - promocja zdrowia i ratownictwo
  - promocja zdrowia z elementami farmacji stosowanej
  - promocja zdrowia z elementami rehabilitacji i bioodnowy
  - promocja zdrowia i żywienie człowieka
3. Pedagogika specjalna
  - oligofrenopedagogika
  - logopedia